# Zentrale Wahlkommission der Ukraine

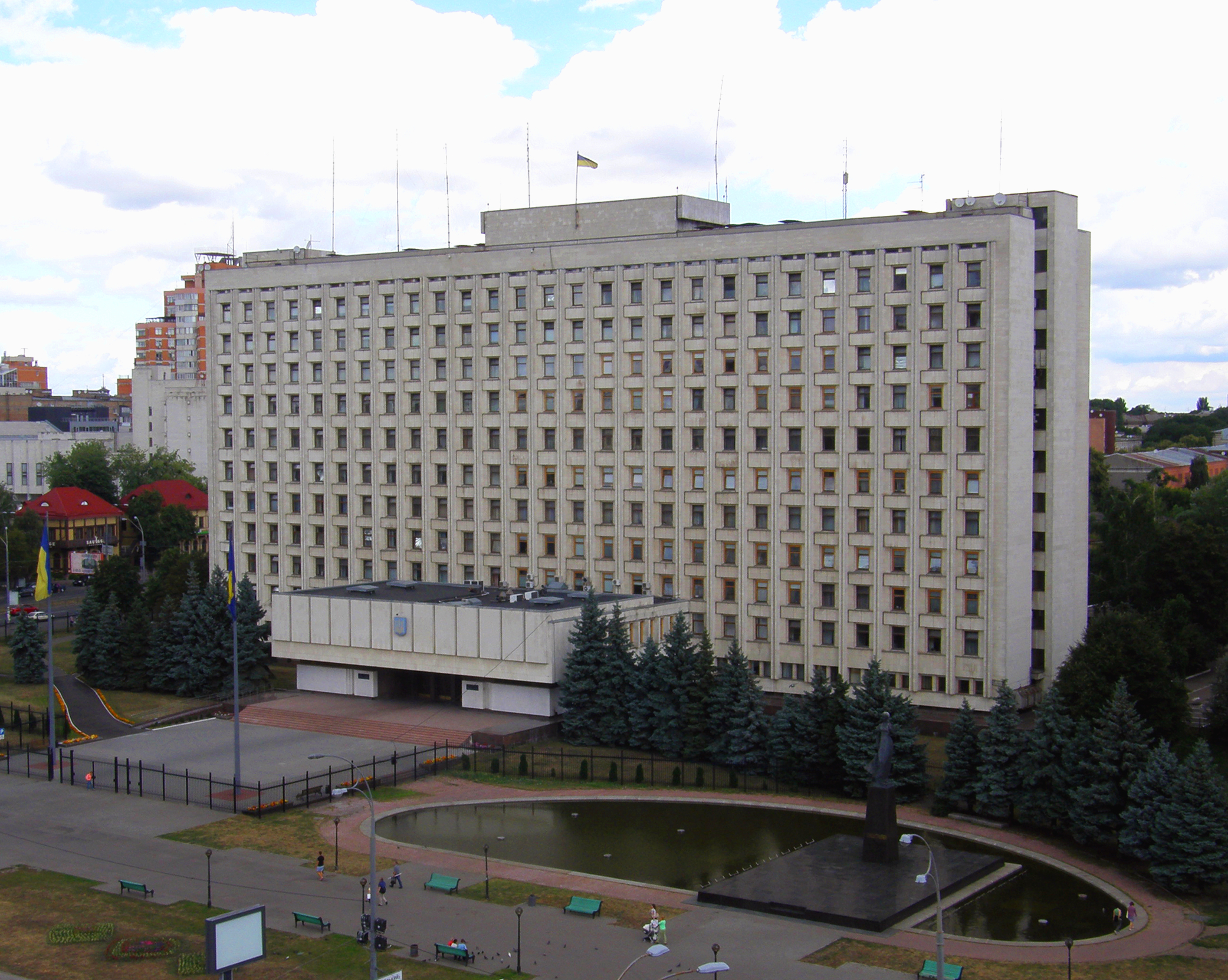
Das Gebäude der Zentralen Wahlkommission in Kiew

Die Zentrale Wahlkommission der Ukraine (ukrainisch Центра́льна ви́борча комісія України/ ЦВК) ist, eine permanente kollegiale Körperschaft des öffentlichen Rechts im Rahmen der Verfassung der Ukraine mit Sitz in Kiew, deren Aufgabe es ist, Präsidentschaftswahlen, Parlamentswahlen, Kommunalwahlen und Referenden in der Ukraine vorzubereiten und durchzuführen.
Die Zentrale Wahlkommission leitet die regionalen Wahlkommissionen, bei denen es sich um unabhängige juristische Personen handelt. Diese kontrollieren die lokalen Wahlkommissionen, bei denen es sich nicht um juristischen Personen, sondern um Teile der lokalen Regierung handelt.

## Wahl und Zusammensetzung
Die Mitglieder der Kommission werden jeweils für eine Amtszeit von 7 Jahren durch die Werchowna Rada, das ukrainische Parlament, gewählt, nachdem die Kandidaturen von den Fraktionen und Gruppen des Parlamentes beraten wurden. Nach der Wahl werden sie vom Staatspräsidenten ernannt und im Parlament vereidigt.
Die Zentrale Wahlkommission besteht aus 15 Mitgliedern und setzt sich aus einem Vorsitzenden, zwei Vizepräsidenten, einem Sekretär sowie elf weiteren Mitgliedern zusammen. Das passive Wahlrecht der Mitglied der Kommission ist für die Zeit ihrer Mitgliedschaft eingeschränkt. Vorsitzende der Zentralen Wahlkommission der Ukraine ist seit dem 5. Oktober 2018 Tetjana Slipatschuk.

## Vorsitzende
- Mychailo Rjabez von 1997 bis 2004
- Serhij Kiwalow von Februar 2004 bis November 2004
- Jaroslaw Dawydowytsch vom 8. Dezember 2004 bis zum 30. Mai 2007
- Wolodymyr Schapowal von April 2007 bis Juli 2013
- Mychajlo Ochendowskyj vom 6. Juli 2013 bis zum 20. September 2018[4]
- Tetjana Slipatschuk vom 5. Oktober 2018 bis zum 13. September 2019[3]
- Oleh Didenko seit 4. Oktober 2019[5]